# Dub u gymnázia
Dub u gymnázia je památný strom v Domažlicích. Přibližně stoletý  dub letní (Quercus robur) roste mezi budovami gymnázia J. Š. Baara na Pivovarské ulici. Obvod jeho kmene měří 320 cm a koruna stromu dosahuje do výšky 28 m (měření 1994). Dub je chráněn od roku 1994 pro svůj vzrůst, věk a estetickou hodnotu.